# Dušan Vlahović
Dušan Vlahović (* 28. ledna 2000 Bělehrad) je srbský profesionální fotbalista, který hraje na pozici útočníka za italský klub Juventus FC a za srbský národní tým.

## Klubová kariéra

### Partizan
Vlahović, který se narodil v Bělehradě, začal hrát fotbal ve fotbalové škole Altina Zemun, kde hrával většinou se staršími hráči. Později strávil tři měsíce v akademii OFK Bělehrad a v létě 2014 přešel do jiného bělehradského klubu, do Partizanu.
Vlahović podepsal svou první profesionální smlouvu s Partizanem v roce 2015, a to ve věku pouhých 15 let. Na začátku roku 2016 se Vlahović připojil k prvnímu týmu pod trenérem Ivanem Tomićem a dostal dres s číslem 9. Svůj debut v srbské SuperLize si odbyl 21. února 2016 proti OFK Bělehrad, stal se tak nejmladším debutantem v historii Partizanu. V dalším zápase, který se hrál 27. února 2016, se Vlahović stal nejmladším hráčem, který kdy nastoupil do Bělehradského derby (proti Crvene Zvezde), když odehrál přibližně 40 minut druhého poločasu. Rekord předtím držel Luka Jović. 2. dubna 2016 vstřelil Vlahović svůj první gól za Partizan, a to proti Radniku Surdulica při výhře 3:2, a stal se nejmladším střelcem v klubové historii. Gól vstřelil také při výhře 3:0 v semifinálovém pohárovém zápase proti Spartaku Subotica, který se hrál 20. dubna 2016. Vlahović se střelecky prosadil také ve finále proti Javoru Ivanjica, které Partizan vyhrál 2:0. Během jara byl Vlahović skautován řadou evropských klubů, včetně Arsenalu, Anderlechtu či Juventusu, ale Partizan všechny nabídky na přestup mladého útočníka odmítl.
Vlahović debutoval v evropských pohárech 21. července 2016 v odvetném zápase druhého předkola Evropské ligy UEFA 2016/17 proti polskému Zagłębie Lubin.
V létě 2017 byl oznámen Vlahovićův odchod z klubu, ale hráč v klubu zůstal i po zimním přestupovém období.

### Fiorentina
V červnu 2017 podepsal Vlahović pětiletou předběžnou smlouvu s italskou Fiorentinou, která se stala oficiální v den jeho 18. narozenin, tedy 28. ledna 2018. Vlahovićův přestup se oficiálně uskutečnil 22. února 2018. Vzhledem k tomu, že přestup proběhl mimo přestupové období, do zápasů mohl nastoupit až počátkem letního přestupového období, a to 1. července 2018.
Vlahović debutoval v dresu Fiorentinu (a zároveň v Serii A) 25. září 2018 při prohře 2:1 s Interem Milán. V základní sestavě ligového utkání se poprvé objevil 9. prosince v zápase proti Sassuolu.
Dne 18. srpna 2019 vstřelil Vlahović své první góly v novém působišti, a to dva do sítě třetiligové Monzy ve třetím kole Coppa Italia 2019/20. V Serii A vstřelil své premiérové góly ve 12. kole sezóny 2019/20; při prohře 2:5 na hřišti Cagliari se dvakrát střelecky prosadil. 16. února dal dvě branky a připsal si asistenci na další gól při výhře 5:1 proti Sampdorii. 27. června obdržel Vlahović červenou kartu v 90+5. minutě utkání proti Laziu Řím za to, že mimo hru udeřil loktem soupeře do obličeje.

#### Sezóna 2020/21
První branku v sezóně 2020/21 vstřelil 2. října do sítě Sampdorie při prohře 1:2. Na přelomu roku 2020 a 2021 měl Vlahović skvělou střeleckou formu, když nejdříve brankami zajistil remízy 1:1 proti Sassuolu a Hellasu Verona, gólem přispěl i k překvapivé výhře 3:0 na hřišti Juventusu, v zápase proti Laziu jeho branka nestačila ani na bod po prohře 1:2 a následně vstřelil jedinou branku utkání proti Cagliari. 13. března 2021 Vlahović zaznamenal hattrick již v prvním poločase venkovního utkání proti Beneventu, a přispěl tak k výhře 4:1. 11. dubna vstřelil dvě branky při prohře 2:3 proti Atalantě, střelecky se prosadil při výhře 2:1 proti Hellasu Verona a gól vstřelil i v odvetném zápase proti Juventusu (remíza 1:1). Střeleckou formu potvrdil i v následujících dvou zápasech, když dal dvě branky jak Bologne (remíza 3:3), tak Laziu (výhra 2:0). Na konci sezóny měl na svém kontě 21 vstřelených ligových gólů, a stal se tak čtvrtým nejlepším střelcem soutěže (po Luisi Murielovi z Atalanty, Romelovi Lukakovi z Interu Milán a Cristianovi Ronaldovi z Juventusu). Za své výkony byl odměněn oceněním pro nejlepšího mladého hráče sezóny Serie A. V létě odmítl Vlahović podepsat prodloužení smlouvy s klubem, a začaly se tak šířit mnohé přestupové spekulace; mezi celky, které údajně stály o služby srbského útočníka, patřil AS Řím, AC Milán, Juventus, Sevilla či Atlético Madrid. Vedení Fiorentiny však nebylo ochotné Vlahoviće prodat za částku nižší než osmdesát milionů eur.

#### Sezóna 2021/22
I přes mnohé spekulace nakonec Vlahović v Toskánsku zůstal i po letním přestupovém období; svoji první branku v sezóně 2021/22 vstřelil 28. srpna, když přispěl k výhře 2:1 nad Turínem FC. Gólem z penalty rozhodl o další výhře Fiorentiny 26. září a svým 31. zásahem v Serii A se dotáhl na Vladimira Jugoviće a stal se 5. nejlepším srbským střelcem v historii soutěže. 31. října vstřelil hattrick při výhře 3:0 nad Spezií. Měl na svém kontě už 25 gólů v kalendářním roce, čímž překonal Gabriela Batistutu a Lucu Toniho. Rekord klubu drží se 27 zásahy Ronald Hamrin z roku 1960. 5. prosince Fiorentina porazila Bolognu 3:2 přičemž Vlahović vstřelil vítěznou branku z penalty a jednalo se o jeho už 30. ligový gól v roce 2021. 19. prosince vstřelil svoji 33. branku v Serii A za rok 2021. To se povedlo od roku 1951 pouze Cristianu Ronaldovi v roce 2020. V průběhu zimního přestupového období byl Vlahović opět spojován s odchodem do evropských velkoklubů. Mezi zájemce tentokráte patřil například Manchester City, Newcastle United, Arsenal či Juventus.

### Juventus
Dne 28. ledna 2022, v den svých 22. narozenin, přestoupil Vlahović do Juventusu, kde podepsal čtyřletou smlouvu. Částka, kterou Fiorentina obdržela, se odhaduje na 70 milionů eur plus 10 milionů eur v bonusech. Debutový zápas proti Hellas Veroně 6. února dopadl výhrou Juventusu 2:0. Vlahović se gólově prosadil po 12 minutách a společně s dalším debutantem Denisem Zakariou zaručil ligovou výhru.

## Reprezentační kariéra
Vlahović byl poprvé nominován do srbské reprezentace v září 2020 na zápasy Ligy národů proti Rusku a Turecku. Debutoval o měsíc později, když odehrál poslední půlhodinu utkání proti Maďarsku. Dne 12. listopadu byl pouze na lavičce náhradníků, když Srbsko podlehlo Skotsku po remíze 1:1 na penalty ve finále play-off v kvalifikaci na Mistrovství Evropy 2020. Svůj první reprezentační gól vstřelil 18. listopadu do sítě Ruska v zápase Ligy národů.
Čtyřmi vstřelenými brankami v kvalifikaci na Mistrovství světa 2022 přispěl k postupu z prvního místa kvalifikační skupiny, o kterém se rozhodlo v posledním zápase, ve kterém Srbové porazili v přímém souboji o první místo Portugalsko 2:1.

## Statistiky

### Klubové
K 19.května 2025
| Klub        | Sezóna  | Liga      | Liga   | Liga | Liga      | Pohár  | Pohár | Superpohár | Superpohár | Evropské poháry | Evropské poháry | Celkem | Celkem |
| Klub        | Sezóna  | Liga      | Zápasy | Góly | Asistence | Zápasy | Góly  | Zápasy     | Góly       | Zápasy          | Góly            | Zápasy | Góly   |
| ----------- | ------- | --------- | ------ | ---- | --------- | ------ | ----- | ---------- | ---------- | --------------- | --------------- | ------ | ------ |
| Partizan    | 2015/16 | SuperLiga | 14     | 1    | 1         | 4      | 2     | —          | —          | —               | —               | 18     | 3      |
| Partizan    | 2016/17 | SuperLiga | 7      | 0    | 0         | 1      | 0     | —          | —          | 1               | 0               | 9      | 0      |
| Partizan    | 2017/18 | SuperLiga | 0      | 0    | 0         | 0      | 0     | —          | —          | 0               | 0               | 0      | 0      |
| Partizan    | Celkem  | Celkem    | 21     | 1    | 1         | 5      | 2     | —          | —          | 1               | 0               | 27     | 3      |
| Fiorentina  | 2018/19 | Serie A   | 10     | 0    | 0         | 0      | 0     | —          | —          | —               | —               | 10     | 0      |
| Fiorentina  | 2019/20 | Serie A   | 30     | 6    | 0         | 4      | 2     | —          | —          | —               | —               | 34     | 8      |
| Fiorentina  | 2020/21 | Serie A   | 37     | 21   | 2         | 3      | 0     | —          | —          | —               | —               | 40     | 21     |
| Fiorentina  | 2021/22 | Serie A   | 21     | 17   | 2         | 3      | 3     | —          | —          | —               | —               | 24     | 20     |
| Fiorentina  | Celkem  | Celkem    | 98     | 44   | 4         | 10     | 5     | —          | —          | —               | —               | 108    | 49     |
| Juventus FC | 2021/22 | Serie A   | 15     | 7    | 1         | 4      | 1     | —          | —          | 2               | 1               | 19     | 11     |
| Juventus FC | 2022/23 | Serie A   | 27     | 10   | 2         | 2      | 0     | —          | —          | 13              | 4               | 42     | 12     |
| Juventus FC | 2023/24 | Serie A   | 33     | 16   | 4         | 5      | 2     | —          | —          | —               | —               | 37     | 18     |
| Juventus FC | 2024/25 | Serie A   | 28     | 10   | 4         | 2      | 1     | 1          | 0          | 9               | 4               | 39     | 15     |
| Juventus FC | Celkem  | Celkem    | 103    | 43   | 11        | 13     | 4     | 1          | 0          | 24              | 9               | 137    | 56     |
| Celkem      | Celkem  | Celkem    | 222    | 88   | 16        | 28     | 11    | 1          | 0          | 25              | 9               | 272    | 108    |

### Reprezentační
K 15. srpna 2025
| Srbsko | Srbsko | Srbsko |
| Rok    | Zápasy | Góly   |
| ------ | ------ | ------ |
| 2020   | 4      | 1      |
| 2021   | 10     | 6      |
| 2022   | 3      | 2      |
| 2023   | 3      | 1      |
| 2024   | 10     | 3      |
| 2025   | 6      | 2      |
| Celkem | 36     | 15     |

#### Reprezentační góly
K 14. listopadu 2021. Skóre a výsledky Srbska jsou vždy zapisovány jako první
| Gól | Datum              | Místo                                       | Soupeř      | Skóre | Výsledek | Soutěž                                |
| --- | ------------------ | ------------------------------------------- | ----------- | ----- | -------- | ------------------------------------- |
| 1.  | 18. listopadu 2020 | Stadion Crvena Zvezda, Bělehrad, Srbsko     | Rusko       | 3:0   | 5:0      | Liga národů UEFA 2020/21              |
| 2.  | 24. března 2021    | Stadion Crvena Zvezda, Bělehrad, Srbsko     | Irsko       | 1:1   | 3:2      | Kvalifikace na Mistrovství světa 2022 |
| 3.  | 1. září 2021       | Nagyerdei Stadion, Debrecín, Maďarsko       | Katar       | 3:0   | 4:0      | Přátelský zápas                       |
| 4.  | 9. října 2021      | Stade de Luxembourg, Lucemburk, Lucembursko | Lucembursko | 1:0   | 1:0      | Kvalifikace na Mistrovství světa 2022 |
| 5.  | 12. října 2021     | Stadion Crvena Zvezda, Bělehrad, Srbsko     | Ázerbájdžán | 1:0   | 3:1      | Kvalifikace na Mistrovství světa 2022 |
| 6.  | 12. října 2021     | Stadion Crvena Zvezda, Bělehrad, Srbsko     | Ázerbájdžán | 2:1   | 3:1      | Kvalifikace na Mistrovství světa 2022 |
| 7.  | 11. listopadu 2021 | Stadion Crvena Zvezda, Bělehrad, Srbsko     | Katar       | 3:0   | 4:0      | Přátelský zápas                       |

## Ocenění

### Klubová

#### Partizan
- Srbská SuperLiga: 2016/17
- Srbský fotbalový pohár: 2015/16, 2016/17

### Individuální
- Nejlepší mladý hráč Serie A: 2020/21[39]
- Nejlepší střelec Coppa Italia 2021/2022

### Juventus
- Útočník roku Serie A: 2023/24
- Hráč měsíce Serie A: 2023/24
- Vítěz Coppa Italia 2023/2024